# Triathlon ai I Giochi panamericani giovanili
Il triathlon ai I Giochi panamericani giovanili si è svolto a Cali, in Colombia, nei pressi del Lago Colima.

## Medagliere
| Posizione | Nazione     | Oro | Argento | Bronzo | Totale |
| --------- | ----------- | --- | ------- | ------ | ------ |
| 1         | Messico     | 1   | 3       | 0      | 4      |
| 2         | Ecuador     | 1   | 0       | 2      | 3      |
| 3         | Brasile     | 1   | 0       | 0      | 1      |
| 4         | Stati Uniti | 0   | 0       | 1      | 1      |

## Podio
| Evento | Oro            | Argento         | Bronzo                |
| Uomini | Miguel Hidalgo | Eduardo Nuñez   | Cesar Xavier Criollo  |
| Donne  | Anahí Alvarez  | Mercedes Romero | Paula Vega Campoverde |
| Misto  | Ecuador        | Messico         | Stati Uniti           |